# Здание Азовско-Донского банка (Симферополь)
Здание Азовско-Донского банка — двухэтажное здание, находящееся в Симферополе на углу улиц Александра Невского и Серова. Здание построено в 1896 году. С 2014 года здание занимает Министерство финансов Республики Крым. Памятник архитектуры и градостроительства.

## История
В 1852 году губернский секретарь Гавриил Шидянский продал свой участок в центре Симферополя с одноэтажным домом и двором купцу 3-й гильдии Самойлу Вульфовичу Розенштейну. Дом находился рядом со строениями купца К. Папандупуло, мещанина Д. Маркевича и тайного советника Фабра. Розенштейн разместил в доме меняльную лавку, однако из-за пожара владелец принял решение построить на его месте банковское здание. В новом помещении в 1896 году разместилось отделение Азовско-Донского коммерческого банка. Двухэтажное здание имело 15 комнат, включая кабинет управляющего и защищённую денежную кладовую. Первым управляющим банка являлся сын Самойло Вульфовича — Моисей Самойлович Розенштейн, потомственный почётный гражданин города, получивший здание в наследство в 1884 году.
В 1905 году владельцы банка решили расширить его, открыв в здании операционный зал. Проект перестройки разрабатывали К. Ф. Киблер и Л. С. Штейнгауэр. К маю 1907 года площадь второго этажа была увеличена на 85 квадратных саженей.
Во время Гражданской войны, в 1918 году, Симферопольский городской военно-революционный комитет принял решение о национализации здания Азовско-Донского банка. К моменту национализации управляющим банком являлся потомственный почётный гражданин В. Д. Коген. В 1924 году большевики открыли в здании народно-промышленный банк.
В годы оккупации, в 1941-1942 годах в здании Азово-Донского коммерческого банк находилась немецкая ортскомендатура №853, главный военно-административный орган оккупационной власти в городе.
После окончания Великой Отечественной войны здание использовалось крымским финансовым отделом. В ходе празднования 200-летия Симферополя в 1983 году фасады и интерьер здания были реконструированы. В следующем году здание было признано памятником архитектуры местного значения.
После провозглашения независимости Украины в 1991 году в здании размещалось Министерство финансов Автономной Республики Крым. С 2014 года здание фактически занимает Министерство финансов Республики Крым.
Приказом Министерства культуры и туризма Украины от 2010 года здание было включено в реестр памятников местного значения как памятник архитектуры и градостроительства. После аннексии Крыма Россией, постановлением Совета министров Республики Крым от 20 декабря 2016 года, дом был признан объектом культурного наследия России регионального значения как памятник градостроительства и архитектуры.

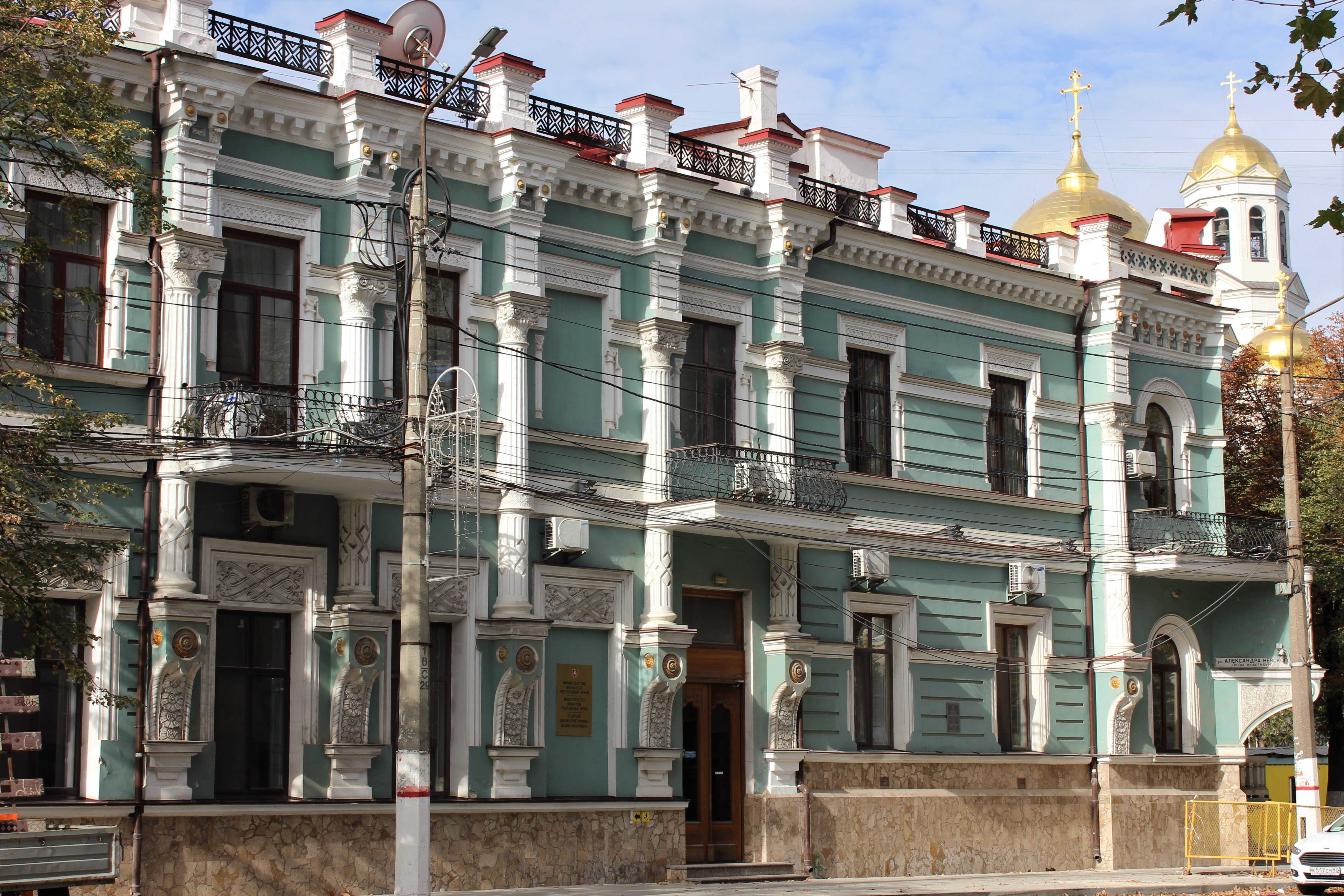
2019 год
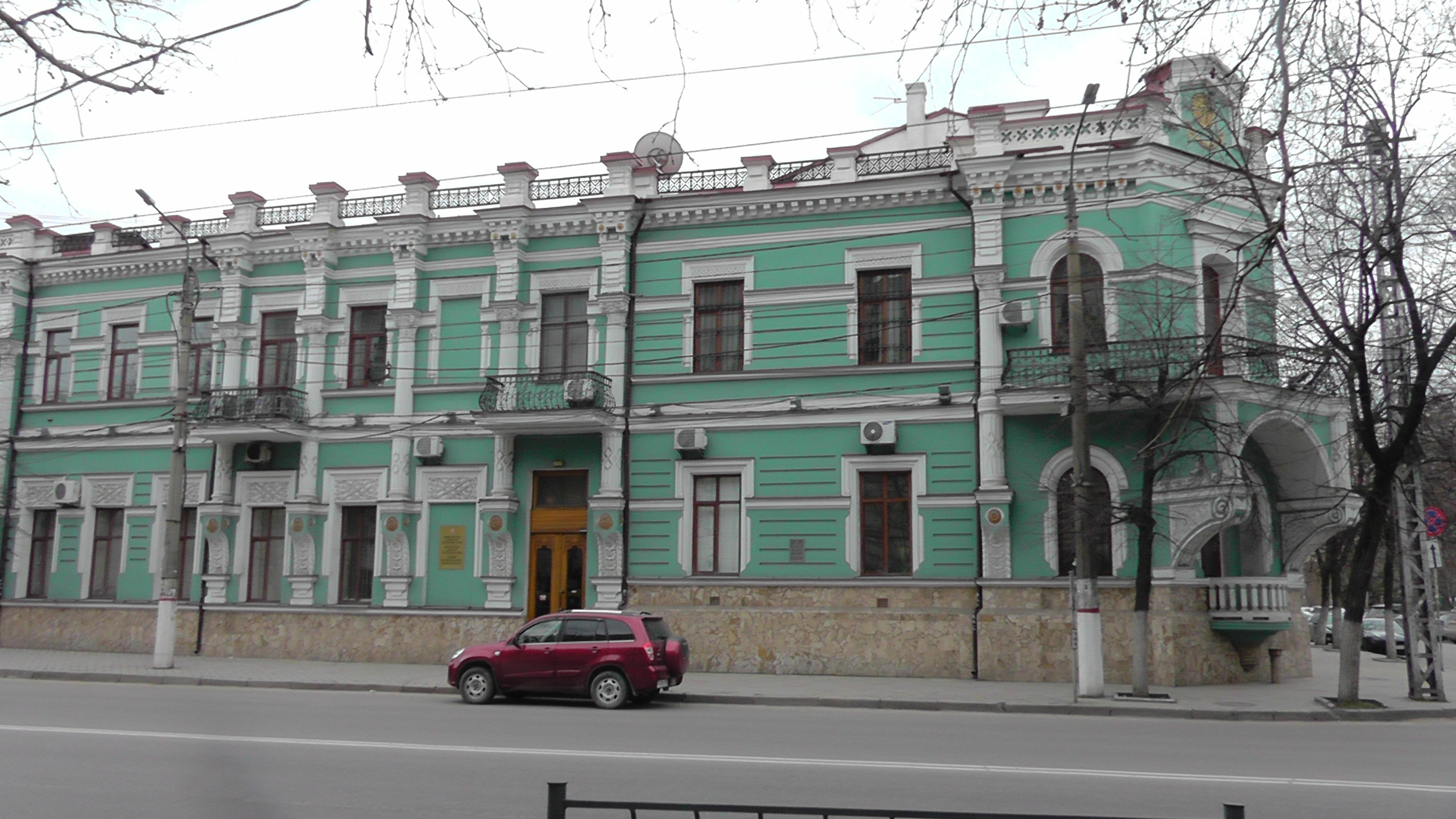
2016 год
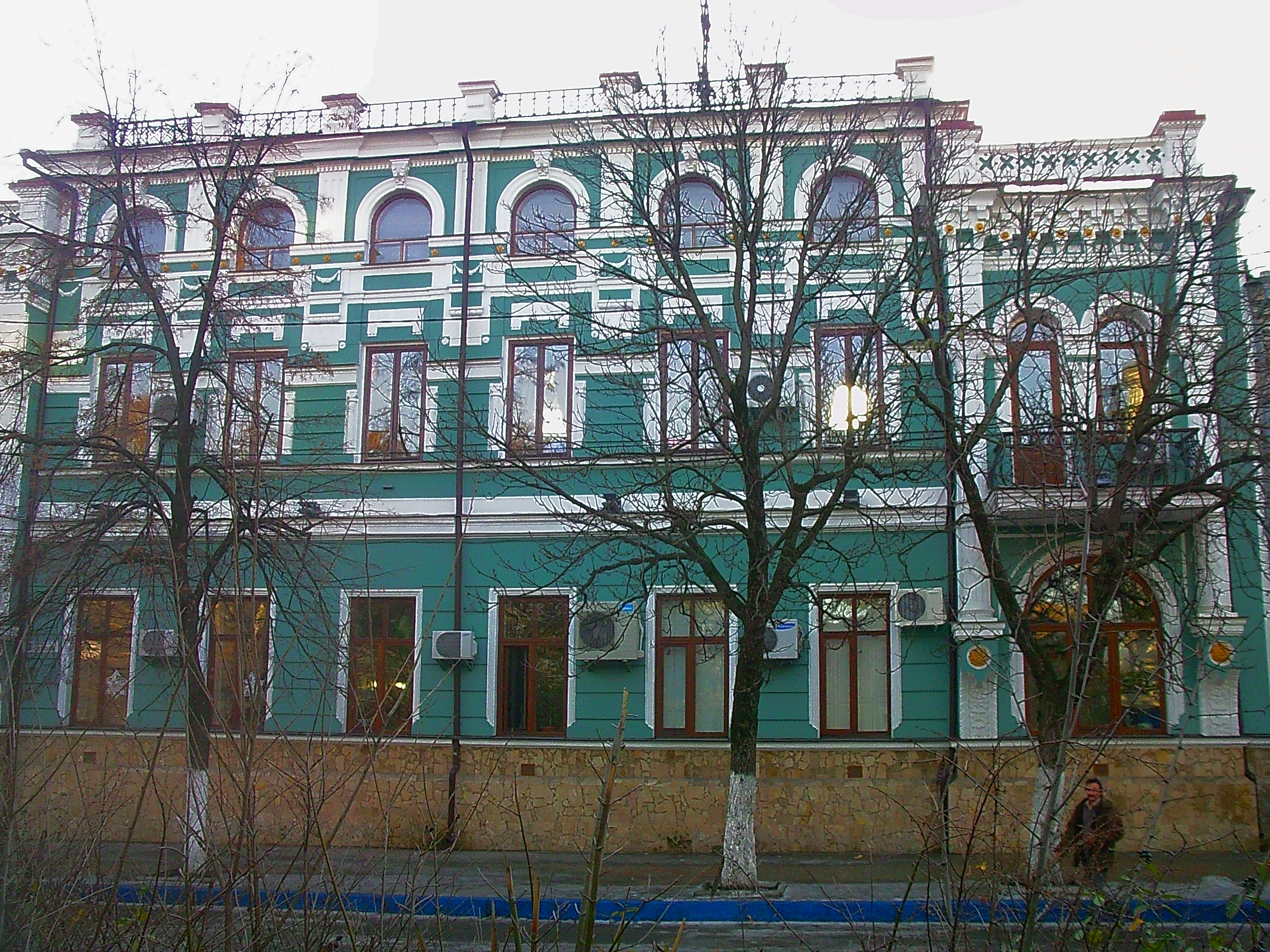
2012 год